# (19263) Lavater
(19263) Lavater (1995 OH10) – planetoida z pasa głównego asteroid okrążająca Słońce w ciągu 4,36 lat w średniej odległości 2,67 j.a. Odkryta 21 lipca 1995 roku.